# Przemysław Litwiniuk
Przemysław Litwiniuk (ur. 22 stycznia 1980 w Międzyrzecu Podlaskim) – polski prawnik, samorządowiec i nauczyciel akademicki, doktor habilitowany nauk prawnych, radca prawny, profesor uczelni w SGGW, w latach 2006–2014 przewodniczący Rady Powiatu Bialskiego, w latach 2014–2018 przewodniczący Sejmiku Województwa Lubelskiego, członek Rady Polityki Pieniężnej w kadencji 2022–2028.

## Życiorys

### Wykształcenie i działalność naukowa
Pochodzi z Międzyrzeca Podlaskiego, gdzie ukończył Liceum Ogólnokształcące im. Władysława Sikorskiego. Absolwent Wydziału Prawa i Administracji Uniwersytetu Warszawskiego. Na tym samym wydziale odbył studia doktoranckie, a w 2010 obronił rozprawę z zakresu prawa konstytucyjnego pt. Zasada pomocniczości jako przesłanka ochrony samodzielności jednostek samorządu terytorialnego w orzecznictwie Trybunału Konstytucyjnego. Stopień doktora habilitowanego w dziedzinie nauk społecznych w dyscyplinie nauki prawne uzyskał w 2019 na Wydziale Prawa i Administracji Uniwersytetu im. Adama Mickiewicza w Poznaniu na podstawie rozprawy zatytułowanej Program Rozwoju Obszarów Wiejskich jako dokument programowy i źródło prawa rolnego.
W 2011 został adiunktem na Wydziale Ekonomicznym Szkoły Głównej Gospodarstwa Wiejskiego (najpierw w Katedrze Polityki Europejskiej, Finansów Publicznych i Marketingu, następnie w Instytucie Ekonomii i Finansów). Objął później stanowisko profesora uczelni w SGGW. Został prowadzącym zajęcia m.in. z zakresu prawa gospodarczego, prawa finansowego, prawa rolnego oraz współczesnych teorii finansów. Wykładał również na studiach podyplomowych na Wydziale Prawa i Administracji UMCS w Lublinie oraz w Państwowej Szkole Wyższej im. Papieża Jana Pawła II w Białej Podlaskiej.
Jest autorem lub współautorem 10 książek oraz ponad 50 artykułów naukowych z zakresu prawa konstytucyjnego, europejskiego i rolnego, a także z zakresu nauk ekonomicznych. Został ekspertem Komisji Zasobów Naturalnych Komitetu Regionów w Brukseli.

### Działalność zawodowa i polityczna
W wyborach w 2002 został wybrany na radnego powiatu bialskiego z listy Polskiego Stronnictwa Ludowego. W 2006 i 2010 uzyskiwał reelekcję. Przez dwie kadencje przewodniczył radzie powiatu (2006–2014). Pracował w Agencji Restrukturyzacji i Modernizacji Rolnictwa, a także należał do kierownictwa Integracyjnego Centrum Edukacji i Kultury w Międzyrzecu Podlaskim i Związku Zawodowego Pracowników Służby Publicznej w Warszawie. W listopadzie 2007 został szefem gabinetu politycznego ministra rolnictwa i rozwoju wsi Marka Sawickiego. Z funkcji tej zrezygnował w sierpniu 2008. Podjął następnie pracę w Agencji Nieruchomości Rolnych w Lublinie. W 2011 został dyrektorem Fundacji Programów Pomocy dla Rolnictwa FAPA przy resorcie rolnictwa, którą kierował do lutego 2018. W wyborach w 2011 bezskutecznie ubiegał się o mandat senatora w okręgu nr 17 (zajął 4. miejsce z wynikiem 20,87% głosów), a w wyborach w 2014 bez powodzenia kandydował na europosła.
Uzyskał uprawnienia radcy prawnego w Okręgowej Izbie Radców Prawnych w Lublinie. Podjął praktykę w zawodzie w ramach kancelarii prawniczej w Międzyrzecu Podlaskim. W latach 2015–2019 pełnił funkcję przewodniczącego Rady Społecznej przy Wojewódzkim Szpitalu Specjalistycznym w Białej Podlaskiej jako przedstawiciel marszałka województwa lubelskiego.
W 2014 i 2018 był wybierany na radnego Sejmiku Województwa Lubelskiego, otrzymując odpowiednio 9116 głosów oraz 7093 głosy. 1 grudnia 2014 wybrano go na stanowisko przewodniczącego sejmiku; funkcję tę pełnił do 21 listopada 2018. W 2015 bezskutecznie startował do Sejmu z 21. miejsca listy PSL w okręgu wyborczym nr 7, uzyskując 2489 głosów. W czerwcu 2016 został prezesem zarządu powiatowego PSL w powiecie bialskim. W wyborach w 2019 ponownie był kandydatem PSL do Sejmu, uzyskując trzeci wynik na liście (5409 głosów) i nie zdobywając mandatu.
W grudniu 2021 grupa senatorów zgłosiła jego kandydaturę na członka Rady Polityki Pieniężnej. Został wybrany do tego gremium przez Senat w styczniu 2022 na okres sześcioletniej kadencji (od 26 stycznia 2022). W związku z objęciem funkcji w organie NBP odszedł z sejmiku.

## Wyróżnienia
W 2018 przyznano mu tytuł honorowego obywatela gminy wiejskiej Międzyrzec Podlaski, a w 2019 otrzymał tytuł honorowego obywatela miasta Międzyrzec Podlaski. Otrzymał również wyróżnienie „Zasłużony dla powiatu bialskiego” (2014) oraz odznakę honorową „Zasłużony dla Rolnictwa” (2005).
Wyróżniony tytułem „Człowieka Roku Ziemi Bialskiej 2019” w plebiscycie czasopisma „Wspólnota”. W 2020 wyróżniony I nagrodą w konkursie Instytutu Wymiaru Sprawiedliwości przy Ministerstwie Sprawiedliwości na najlepszą pracę habilitacyjną z zakresu nauk prawnych. W 2020 przyznano mu I nagrodę w Konkursie imienia Profesora Andrzeja Stelmachowskiego na najlepszą pracę naukową z zakresu prawa rolnego, organizowanym przez Polskie Stowarzyszenie Prawników Agrarystów w Warszawie.